# Polly Moran

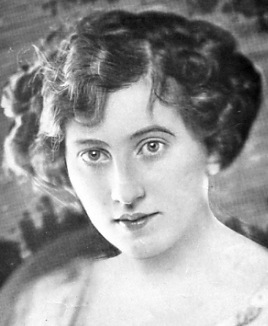

Polly Moran, eigentlich Pauline Theresa Moran, (* 28. Juni 1883 in Chicago, Illinois; † 25. Januar 1952 in Los Angeles, Kalifornien) war eine US-amerikanische Filmschauspielerin.

## Leben
Die Schauspielerin begann ihre Karriere als Komödiantin im Vaudeville und drehte seit 1913 zahllose Kurzfilme (One Reeler) für Mack Sennett. Ihren Durchbruch zu einer beliebten Schauspielerin der späten Stummfilm- und frühen Tonfilmzeit schaffte sie 1927, als MGM sie das erste Mal mit der Schauspielerin Marie Dressler zusammen als Team auf die Leinwand brachte. Meist waren die beiden Komödiantinnen in verschiedenen Konstellationen als Frauen zu sehen, die sich eigentlich nicht mögen oder miteinander konkurrieren, deren Kinder sich jedoch ineinander verlieben. Morans und Dresslers gemeinsame Auftritte als Komikerduo waren so populär, dass Louis B. Mayer persönlich anordnete, Prosperity, den sie 1932 drehten und der sich auf humorvolle Weise mit den Börsencrash von 1929 auseinandersetzte, komplett neu drehen zu lassen, nachdem eine Testvorführung vernichtende Kritiken eingebracht hatte. Insgesamt drehten Moran und Dressler neun Filme zusammen.
Während Marie Dressler jedoch als Solostar rasch an die Spitze der beliebtesten Filmstars aufstieg und auf der Oscarverleihung 1931 den Oscar als beste Darstellerin erhielt, konnte sich Polly Moran nie als eigenständiger Hollywood-Star etablieren. Nach dem Tod von Dressler im Jahr 1934 verlor sich Morans Karriere zusehends in weniger beachteten B-Filmen, und gute Rollenangebote blieben aus. Deshalb zog sie sich im Jahr 1940 aus dem Filmgeschäft zurück. 1949 kehrte sie nach fast einer Dekade Pause für eine relativ kleine, aber markante Nebenrolle als Gerichtszeugin in der Komödie Ehekrieg an der Seite von Spencer Tracy und Katharine Hepburn vor die Kamera zurück. Danach hatte sie nur noch eine einzige, finale Filmrolle in Der Unglücksrabe. Insgesamt umfasst Morans filmisches Schaffen zwischen 1913 und 1950 mehr als 130 Kinofilme. 
Moran starb im Januar 1952 im Alter von 68 Jahren und wurde im Forest Lawn Memorial Park (Glendale) beigesetzt. Die Schauspielerin war zweimal verheiratet, zuletzt seit 1933 mit Martin T. Malone, und war Mutter eines adoptierten Sohnes. An Moran erinnert ein Stern auf dem Hollywood Walk of Fame in der Kategorie Film.

## Filmografie (Auswahl)
Filme mit Marie Dressler sind mit einem Stern* gekennzeichnet
- 1913: When Joe Went West (Kurzfilm)
- 1921: Two Weeks with Pay
- 1921: Skirts
- 1926: The Scarlet Letter
- 1926: Es war (Flesh and the Devil)
- 1926: Der Rabe von London (The Blackbird)
- 1927: The Callahans and the Murphy's*
- 1927: Um Mitternacht (London After Midnight)
- 1927: Der Herzschlag der Welt (The Enemy)
- 1927: Jackie, der Schiffsjunge (Buttons)
- 1927: Null Uhr (The Thirteenth Hour)
- 1928: Bringing Up Father*
- 1928: Es tut sich was in Hollywood (Show People)
- 1928: Das göttliche Weib (The Divine Woman)
- 1928: Rose-Marie
- 1928: Wenn die Großstadt schläft (While the City Sleeps)
- 1928: Die goldene Hölle (The Trail of ’98)
- 1928: Sherlock Holmes in tausend Nöten (Detectives)
- 1928: Zwischen Frisco und der Mandschurei (Telling the World)
- 1929: The Hollywood Revue of 1929*
- 1930: Paid
- 1930: The Girl Said No*
- 1930: Caught Short*
- 1930: Venus auf Reisen (Chasing Rainbows)*
- 1931: Reducing*
- 1931: Politics*
- 1931: Guilty Hands
- 1931: Juwelenraub in Hollywood (The Stolen Jools; Kurzfilm)
- 1932: Wer andern keine Liebe gönnt (The Passionate Plumber)
- 1932: Prosperity*
- 1933: Alice im Wunderland (Alice in Wonderland)
- 1934: Hollywood Party
- 1938: Kampf am Roten Fluss (Red River Range)
- 1940: Tom Brown's School Days
- 1949: Ehekrieg (Adam’s Rib)
- 1950: Der Unglücksrabe (The Yellow Cab Man)